# Sainte-Aulde
Sainte-Aulde est une commune française située dans le département de Seine-et-Marne, en région Île-de-France.

## Géographie

### Localisation
La commune est située à l'extrémité nord-est du département de Seine-et-Marne, aux confins du département de l'Aisne (région Hauts-de-France).
Le village est situé à 7 km au nord-est de La Ferté-sous-Jouarre, sur la rive droite de la Marne, face à la commune de Luzancy.

### Communes limitrophes
|          | Dhuisy       | Montreuil-aux-Lions (Aisne) |
| Chamigny | Sainte-Aulde | Bézu-le-Guéry (Aisne)       |
| Chamigny | Luzancy      | Méry-sur-Marne              |

### Géologie et relief
La commune est classée en zone de sismicité 1, correspondant à une sismicité très faible. L'altitude varie de 52 mètres à 201 mètres pour le point le plus haut , le centre du bourg se situant à environ 77 mètres d'altitude (mairie).

### Hydrographie

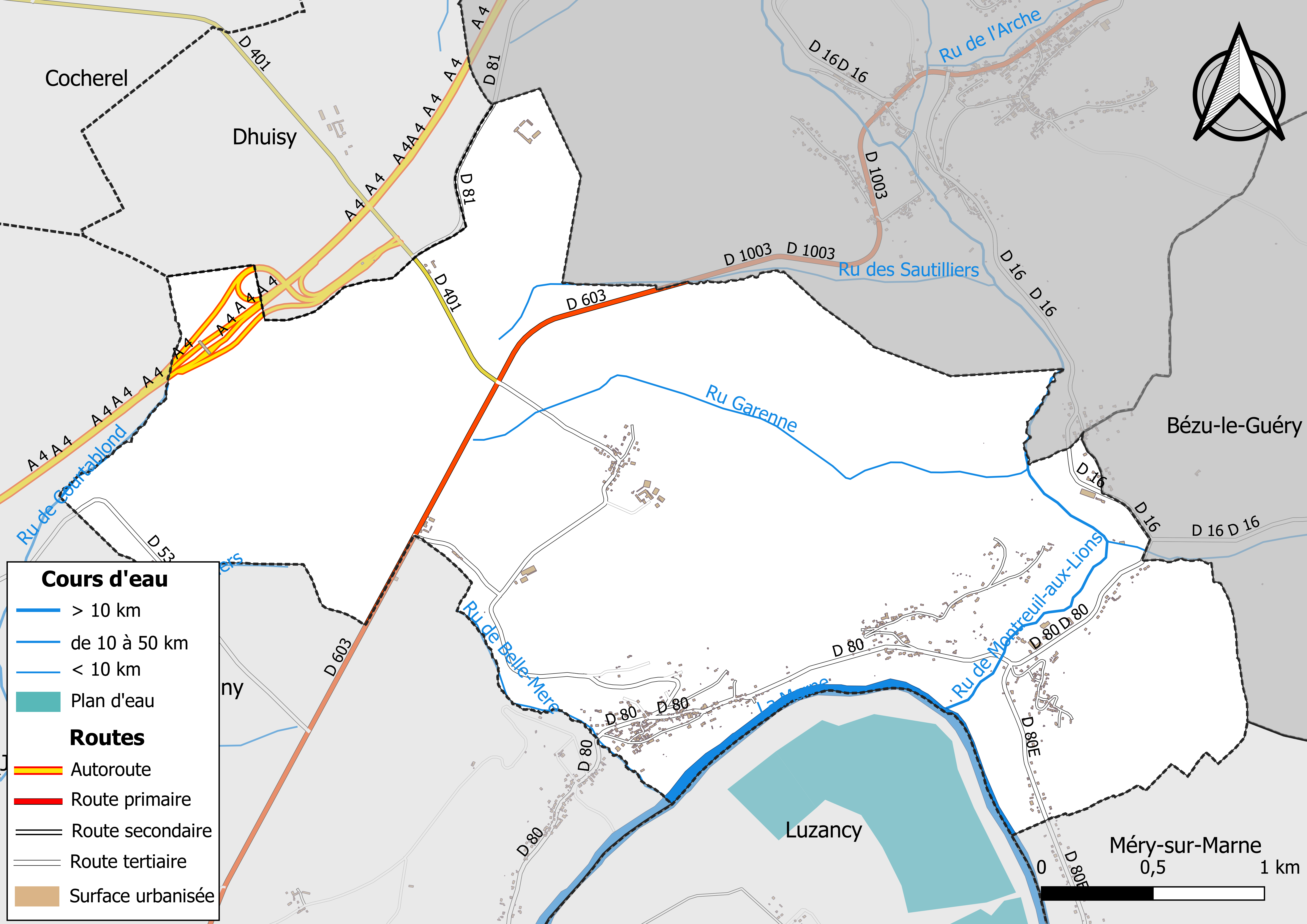
Carte des réseaux hydrographique et routier de Sainte-Aulde.

Le réseau hydrographique de la commune se compose de sept cours d'eau référencés :
- la rivière la Marne, longue de 514,26 km[3], principal affluent de la Seine ;
  - le ru de Belle-Mère, 1,41 km[4], et ;
  - le ru de Montreuil-aux-Lions ou ru des Bouillons, 8,15 km[5], affluents de la Marne ;
    - le ru Garenne, 2,73 km[6], et ;
    - le ru de Bézu, 4,94 km[7], et ;
    - le ru des Sautilliers, 2,39 km[8], qui confluent avec le  ru de Montreuil-aux-Lions ;
- le fossé 01 des Merisiers, 1,61 km[9], qui conflue avec le ru de Courtablond.

La longueur totale des cours d'eau sur la commune est de 9,07 km.

### Climat
Pour des articles plus généraux, voir Climat de l'Île-de-France et Climat de Seine-et-Marne.
En 2010, le climat de la commune est de type climat océanique dégradé des plaines du Centre et du Nord, selon une étude du CNRS s'appuyant sur une série de données couvrant la période 1971-2000. En 2020, Météo-France publie une typologie des climats de la France métropolitaine dans laquelle la commune est exposée à un climat océanique altéré et est dans la région climatique Nord-est du bassin Parisien, caractérisée par un ensoleillement médiocre, une pluviométrie moyenne régulièrement répartie au cours de l’année et un hiver froid (3 °C).
Pour la période 1971-2000, la température annuelle moyenne est de 10,7 °C, avec une amplitude thermique annuelle de 15,3 °C. Le cumul annuel moyen de précipitations est de 720 mm, avec 11,6 jours de précipitations en janvier et 7,9 jours en juillet. Pour la période 1991-2020, la température moyenne annuelle observée sur la station météorologique la plus proche, située sur la commune d'Ussy-sur-Marne à 9 km à vol d'oiseau, est de 11,3 °C et le cumul annuel moyen de précipitations est de 726,5 mm,. Pour l'avenir, les paramètres climatiques de la commune estimés pour 2050 selon différents scénarios d'émission de gaz à effet de serre sont consultables sur un site dédié publié par Météo-France en novembre 2022.

### Milieux naturels et biodiversité

#### Réseau Natura 2000

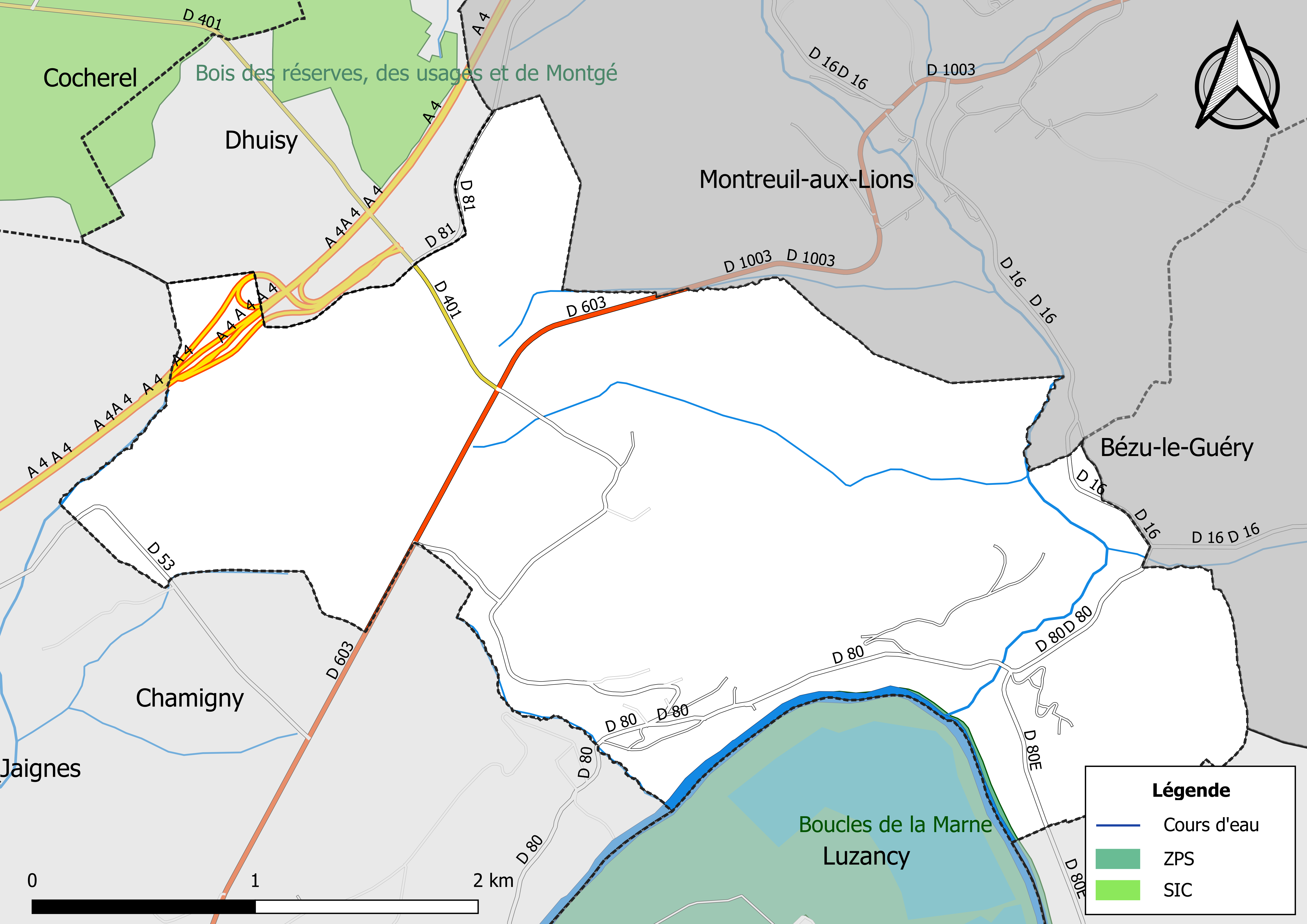
Sites Natura 2000 sur le territoire communal.

Le réseau Natura 2000 est un réseau écologique européen de sites naturels d’intérêt écologique élaboré à partir des Directives « Habitats » et « Oiseaux ». Ce réseau est constitué de Zones spéciales de conservation (ZSC) et de Zones de protection spéciale (ZPS). Dans les zones de ce réseau, les États Membres s'engagent à maintenir dans un état de conservation favorable les types d'habitats et d'espèces concernés, par le biais de mesures réglementaires, administratives ou contractuelles.
Un  site Natura 2000 a été défini sur la commune au titre de la « directive Oiseaux », :  
- les « Boucles de la Marne », d'une superficie de 2 641 ha, un lieu refuge pour une population d’Œdicnèmes criards d’importance régionale qui subsiste malgré la détérioration des milieux[19],[20].

#### Zones naturelles d'intérêt écologique, faunistique et floristique
L’inventaire des zones naturelles d'intérêt écologique, faunistique et floristique (ZNIEFF) a pour objectif de réaliser une couverture des zones les plus intéressantes sur le plan écologique, essentiellement dans la perspective d’améliorer la connaissance du patrimoine naturel national et de fournir aux différents décideurs un outil d’aide à la prise en compte de l’environnement dans l’aménagement du territoire.
Le territoire communal de Sainte-Aulde comprend une ZNIEFF de type 1,,, 
la « Forêt de Ravin du Ru de Belle Mere à Saint-Aulde » (18,11 ha), couvrant 2 communes du département.
, et une ZNIEFF de type 2,, 
le « bois Cadine » (175,2 ha), couvrant 2 communes du département.

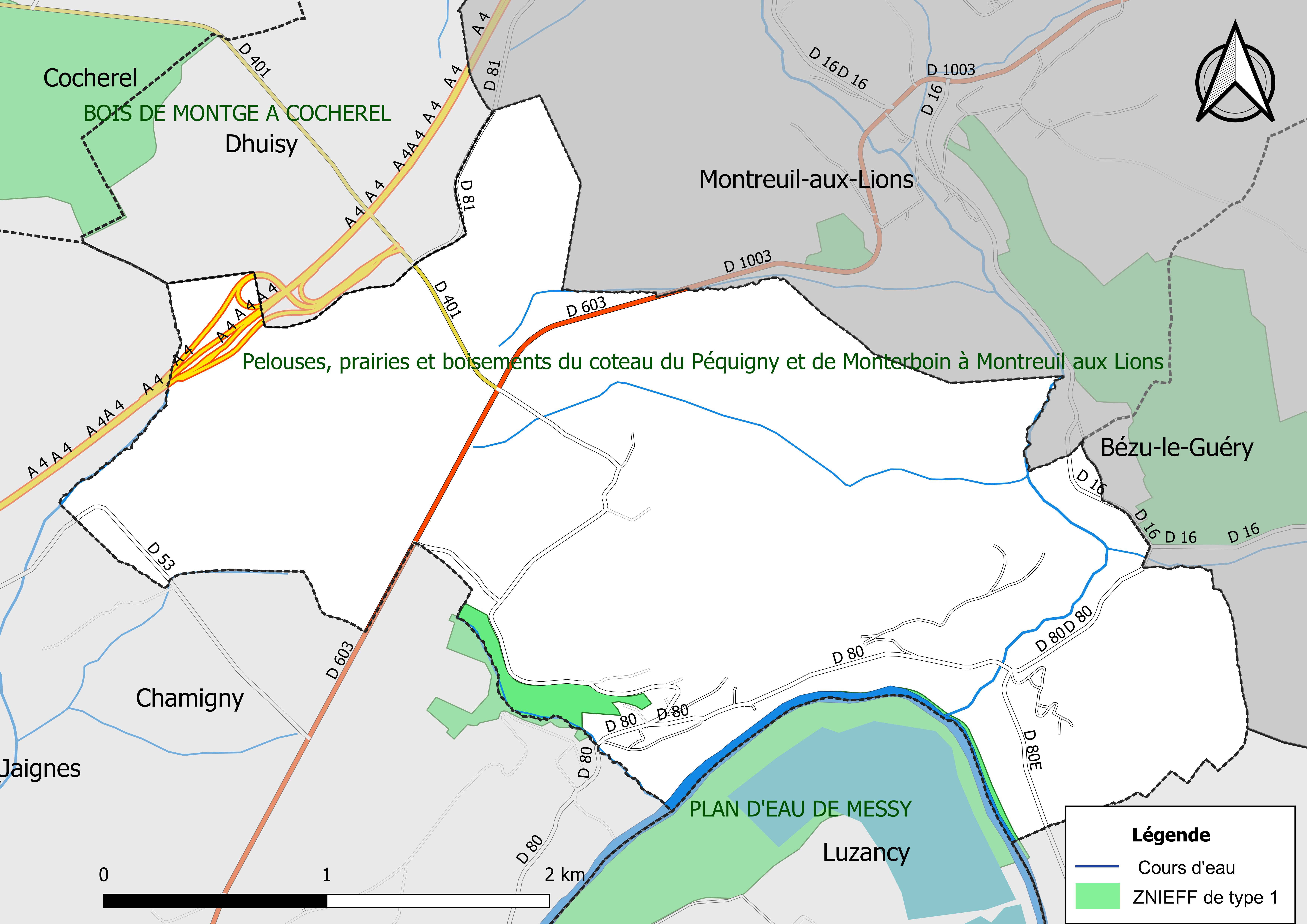
Carte des ZNIEFF de type 1 de la commune.
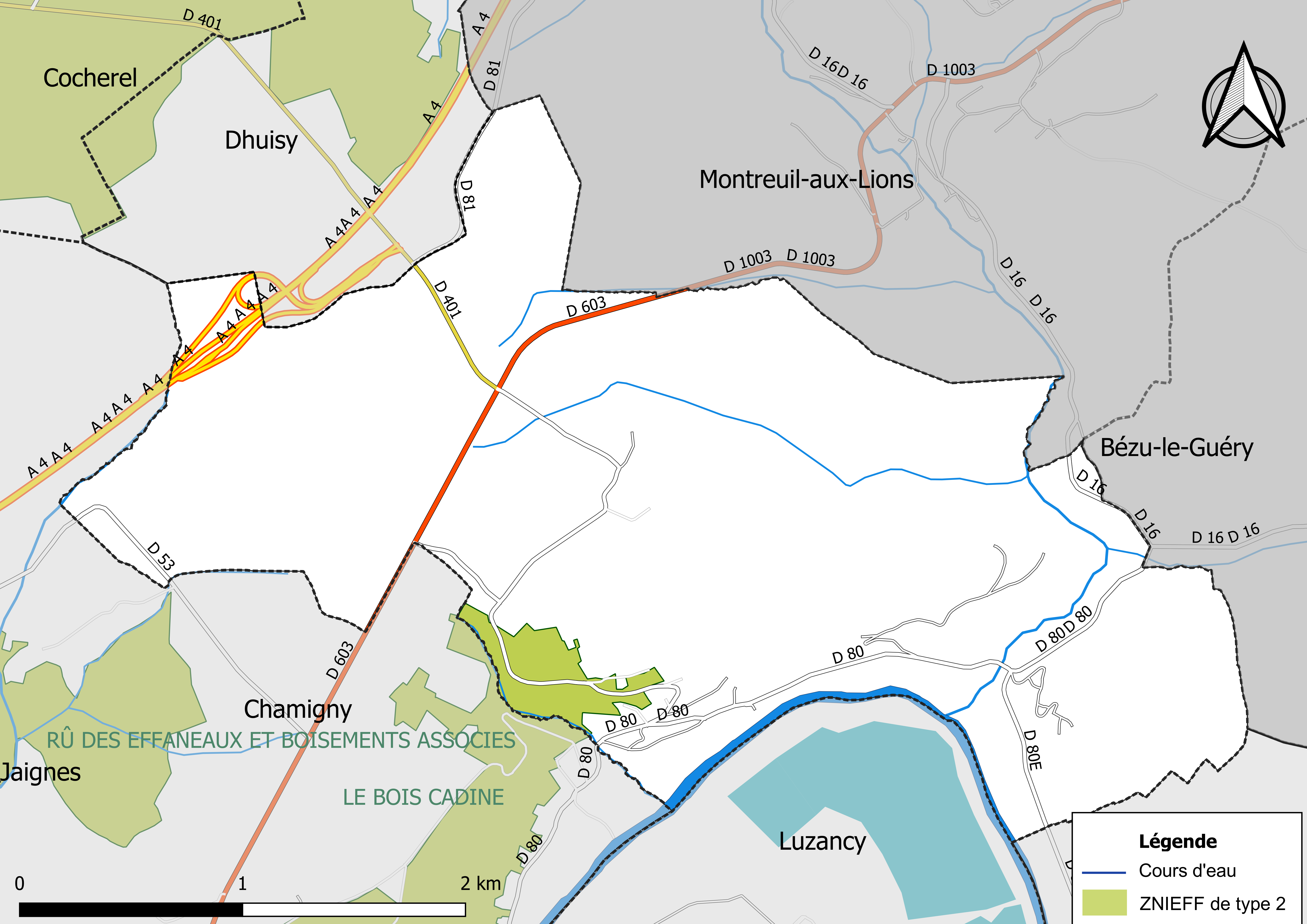
Carte des ZNIEFF de type 2 de la commune.

## Urbanisme

### Typologie
Au 1er janvier 2024, Sainte-Aulde est catégorisée commune rurale à habitat dispersé, selon la nouvelle grille communale de densité à sept niveaux définie par l'Insee en 2022.
Elle appartient à l'unité urbaine de Saâcy-sur-Marne, une agglomération intra-départementale regroupant cinq  communes, dont elle est une commune de la banlieue,,. Par ailleurs la commune fait partie de l'aire d'attraction de Paris, dont elle est une commune de la couronne,. Cette aire regroupe 1 929 communes,.

### Lieux-dits et écarts
La commune compte 131 lieux-dits administratifs répertoriés consultables ici (source : le fichier Fantoir) dont Chamoust, Moitiébard, Caumont.

### Occupation des sols
L'occupation des sols de la commune, telle qu'elle ressort de la base de données européenne d’occupation biophysique des sols Corine Land Cover (CLC), est marquée par l'importance des territoires agricoles (59,3 % en 2018), en diminution par rapport à 1990 (60,7 %). La répartition détaillée en 2018 est la suivante : 
terres arables (48,2% ), forêts (34,6% ), zones agricoles hétérogènes (10,8% ), zones urbanisées (4,7% ), zones industrielles ou commerciales et réseaux de communication (1,3% ), prairies (0,3 %).
Parallèlement, L'Institut Paris Région, agence d'urbanisme de la région Île-de-France, a mis en place un inventaire numérique de l'occupation du sol de l'Île-de-France, dénommé le MOS (Mode d'occupation du sol), actualisé régulièrement depuis sa première édition en 1982. Réalisé à partir de photos aériennes, le Mos distingue les espaces naturels, agricoles et forestiers mais aussi les espaces urbains (habitat, infrastructures, équipements, activités économiques, etc.) selon une classification pouvant aller jusqu'à 81 postes, différente de celle de Corine Land Cover,,. L'Institut met également à disposition des outils permettant de visualiser par photo aérienne l'évolution de l'occupation des sols de la commune entre 1949 et 2018.

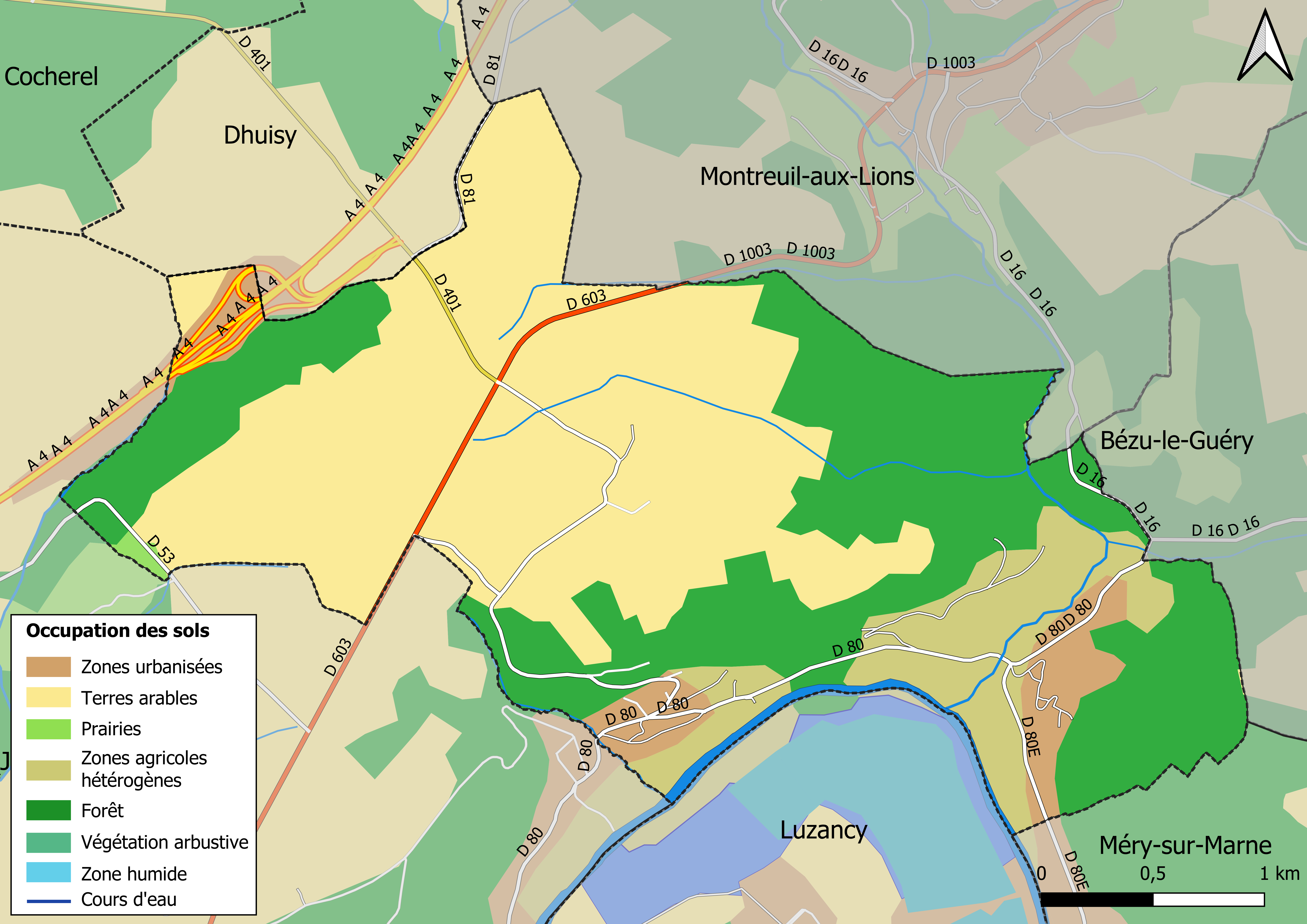
Carte des infrastructures et de l'occupation des sols en 2018 (CLC) de la commune.
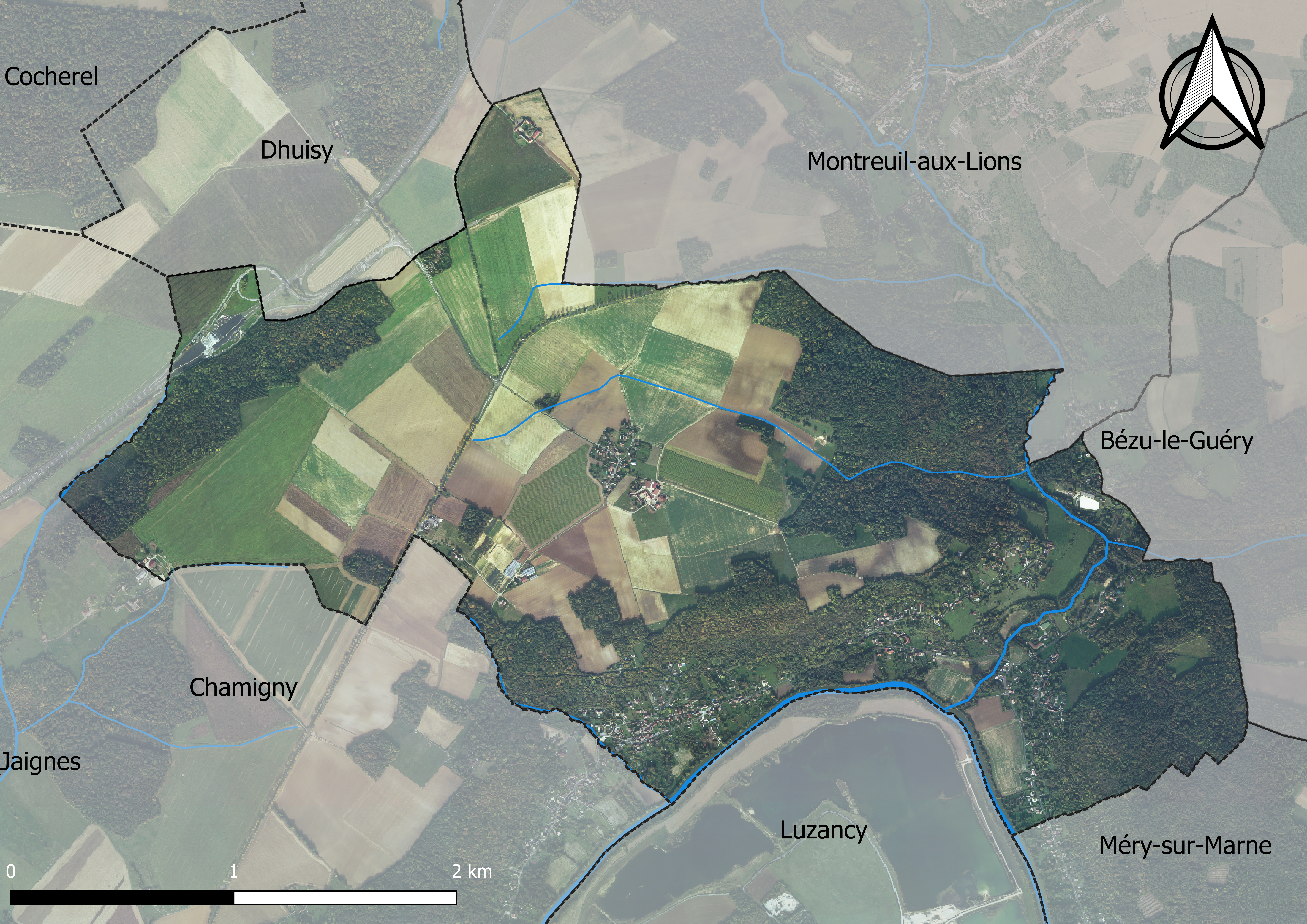
Carte orhophotogrammétrique de la commune.

### Planification
La commune disposait en 2019 d'un plan local d'urbanisme approuvé. Un plan local d'urbanisme intercommunal couvrant le territoire de la communauté de communes des Deux Morin, prescrit le 28 juin 2018, était en élaboration,. Le zonage réglementaire et le règlement associé peuvent être consultés sur le Géoportail de l'urbanisme.

### Logement
En 2017, le nombre total de logements dans la commune était de 331 dont 94,2 % de maisons et 3,9 % d'appartements.
Parmi ces logements, 80,5 % étaient des résidences principales, 12,4 % des résidences secondaires et 7,1 % des logements vacants.
La part des ménages fiscaux propriétaires de leur résidence principale s'élevait à 90,1 % contre 7,3 % de locataires et 2,7 % logés gratuitement.

### Voies de communication et transports

#### Transports
La commune est desservie par les lignes du réseau de bus Brie et 2 Morin :
- No 31 (La Ferté-sous-Jouarre – La Ferté-sous-Jouarre) ;
- No 31S (Méry-sur-Marne – La-Ferte-sous-Jouarre)

## Toponymie
Le nom de la localité est mentionné sous les formes Sancta Auda en 1109 ; Sancta Hauda en 1170 ; Ecclesia de Haldes vers 1180 ; Sancta Alda en 1184 ; Sainte Aulde en Brie en 1568 ; Saincte Haulde en 1580 ; Saint Haulde en 1783 ; Sainte Aude en 1787.
L'église paroissiale est dédiée à sainte Aulde, sainte du Ve siècle.

## Équipements et services

### Eau et assainissement
L’organisation de la distribution de l’eau potable, de la collecte et du traitement des eaux usées et pluviales relève des communes. La loi NOTRe de 2015 a accru le rôle des EPCI à fiscalité propre en leur transférant cette compétence. Ce transfert devait en principe être effectif au 1er janvier 2020, mais la loi Ferrand-Fesneau du 3 août 2018 a introduit la possibilité d’un report de ce transfert au 1er janvier 2026,.

#### Assainissement des eaux usées
En 2020, la gestion du service d'assainissement collectif de la commune de Sainte-Aulde est assurée par la communauté d'agglomération Coulommiers Pays de Brie (CACPB) pour la collecte, le transport et la dépollution. Ce service est géré en délégation par une entreprise privée, dont le contrat arrive à échéance le 31 décembre 2025,,.
L’assainissement non collectif (ANC) désigne les installations individuelles de traitement des eaux domestiques qui ne sont pas desservies par un réseau public de collecte des eaux usées et qui doivent en conséquence traiter elles-mêmes leurs eaux usées avant de les rejeter dans le milieu naturel. La communauté d'agglomération Coulommiers Pays de Brie (CACPB) assure pour le compte de la commune le service public d'assainissement non collectif (SPANC), qui a pour mission de vérifier la bonne exécution des travaux de réalisation et de réhabilitation, ainsi que le bon fonctionnement et l’entretien des installations,.

#### Eau potable
En 2020, l'alimentation en eau potable est assurée par la communauté d'agglomération Coulommiers Pays de Brie (CACPB) qui en a délégué la gestion à la SAUR, dont le contrat expire le 31 décembre 2025,.

## Population et société

### Démographie
L'évolution du nombre d'habitants est connue à travers les recensements de la population effectués dans la commune depuis 1793. Pour les communes de moins de 10 000 habitants, une enquête de recensement portant sur toute la population est réalisée tous les cinq ans, les populations de référence des années intermédiaires étant quant à elles estimées par interpolation ou extrapolation. Pour la commune, le premier recensement exhaustif entrant dans le cadre du nouveau dispositif a été réalisé en 2008.

En 2022, la commune comptait 692 habitants, en stagnation par rapport à 2016 (Seine-et-Marne : +3,92 %, France hors Mayotte : +2,11 %).
| 1793 | 1800 | 1806 | 1821 | 1831 | 1836 | 1841 | 1846 | 1851 |
| ---- | ---- | ---- | ---- | ---- | ---- | ---- | ---- | ---- |
| 510  | 536  | 549  | 505  | 511  | 548  | 560  | 561  | 523  |

| 1856 | 1861 | 1866 | 1872 | 1876 | 1881 | 1886 | 1891 | 1896 |
| ---- | ---- | ---- | ---- | ---- | ---- | ---- | ---- | ---- |
| 492  | 447  | 428  | 390  | 342  | 341  | 337  | 343  | 313  |

| 1901 | 1906 | 1911 | 1921 | 1926 | 1931 | 1936 | 1946 | 1954 |
| ---- | ---- | ---- | ---- | ---- | ---- | ---- | ---- | ---- |
| 313  | 311  | 266  | 237  | 285  | 276  | 253  | 238  | 230  |

| 1962 | 1968 | 1975 | 1982 | 1990 | 1999 | 2006 | 2008 | 2013 |
| ---- | ---- | ---- | ---- | ---- | ---- | ---- | ---- | ---- |
| 240  | 227  | 268  | 326  | 491  | 516  | 604  | 626  | 698  |

| 2018 | 2022 | - | - | - | - | - | - | - |
| ---- | ---- | - | - | - | - | - | - | - |
| 668  | 692  | - | - | - | - | - | - | - |

### Manifestations culturelles et festivités
Fête annuelle de la commune : le 2e week-end du mois de mai.
Fête foraine, animations musicales, retraite aux flambeaux, feu d'artifice et brocante.
Fête de la Saint-Fiacre : 1er dimanche de septembre
Dans une église décorée de fruits, de fleurs et de légumes par des particuliers et des maraîchers, une messe est célébrée clôturée par un vin d'honneur.
Journée du patrimoine : 3e dimanche de septembre
visite guidée de l'église ; visite libre des lavoirs et animations diverses selon des années.
En 2009, célébration du centenaire de la naissance d'Édith Thomas, résistante et écrivain.

### Sports
Un terrain de sport a été mis en place par la municipalité et accueille les enfants.
Des randonnées peuvent être organisées au travers de la commune. Le GR 14 la traverse tout comme de nombreux autres itinéraires.

### Enseignement
Sainte-Aulde dispose d’une école élémentaire “Les Noisetiers”, située rue du Bourg.
Cet établissement public, inscrit sous le code UAI (Unité administrative immatriculée) : 0772291X, comprend 55 élèves  (chiffre du Ministère de l'Éducation nationale). Il dispose d’un restaurant scolaire.
La commune dépend de l'Académie de Créteil ; pour le calendrier des vacances scolaires, Sainte-Aulde est en zone C.

## Économie

### Revenus de la population et fiscalité
En 2017, le nombre de ménages fiscaux de la commune était de 257, représentant 664 personnes et la  médiane du revenu disponible par unité de consommation  de 24 830 euros.

### Emploi
En 2017 , le nombre total d’emplois dans la zone était de 43, occupant 314 actifs  résidants.
Le taux d'activité de la population (actifs ayant un emploi) âgée de 15 à 64 ans s'élevait à 71,5 % contre un taux de chômage de 8,6 %.
Les 20 % d’inactifs se répartissent de la façon suivante : 7,4 % d’étudiants et stagiaires non rémunérés, 6,7 % de retraités ou préretraités et 5,8 % pour les autres inactifs.

### Entreprises et commerces
En 2015, le nombre d'établissements actifs était de 38 dont 2 dans l'agriculture-sylviculture-pêche, 1 dans l’industrie, 5 dans la construction, 25 dans le commerce-transports-services divers et 5  étaient relatifs au secteur administratif.
Ces établissements ont pourvu 20 postes salariés.
Quelques artisans participent au dynamisme de la commune [Quand ?]:
- Paulo CRUZ est une entreprise de BTP ;
- Fabrice GONCALVES (ABM) est une entreprise de BTP ;
- « Le domaine de Sainte-Aulde » est un lieu d'accueil pour réceptions et banquets ;
- « Le parc de Sainte-Aulde » est à la fois une pêche à la truite et un restaurant gourmet ;
- « A la renommée » est un traiteur qui assure ses services à domicile ou dans des salles louées pour toutes occasions ;
- « La maison des fleurs », fleuriste à La Ferté-sous-Jouarre, a son siège social à Sainte-Aulde ;
- « Au laurier rose » est un fleuriste à Rebais, dont la gérante est saintaldaise ;
- « Patricia Bonheur » est une agence matrimoniale ;
- « L'atelier de Véronique » est une société de restauration de mobiliers.

Des maraîchers maintiennent l'activité traditionnelle de la commune :
- M. et Mme Christiane Bahin, rue de Chamoust ;
- MM. Pascal et Martial Bahin, rue André-Mirat.

Enfin, la grande barrière de péage sur l'A4 qui conduit à Château-Thierry est située sur la commune de Sainte-Aulde.

### Agriculture
Sainte-Aulde est dans la petite région agricole dénommée les « Vallées de la Marne et du Morin », couvrant les vallées des deux rivières, en limite de la Brie. En 2010, l'orientation technico-économique de l'agriculture sur la commune est la polyculture et le polyélevage.
Si la productivité agricole de la Seine-et-Marne se situe dans le peloton de tête des départements français, le département enregistre un double phénomène de disparition des terres cultivables (près de 2 000 ha par an dans les années 1980, moins dans les années 2000) et de réduction d'environ 30 % du nombre d'agriculteurs dans les années 2010. Cette tendance se retrouve au niveau de la commune où le nombre d’exploitations est passé de 15 en 1988 à 6 en 2010. Parallèlement, la taille de ces exploitations augmente, passant de 32 ha en 1988 à 49 ha en 2010.
Le tableau ci-dessous présente les principales caractéristiques des exploitations agricoles de Sainte-Aulde, observées sur une période de 22 ans : 
|                                      | 1988 | 2000 | 2010 |
| ------------------------------------ | ---- | ---- | ---- |
| Dimension économique,                |      |      |      |
| Nombre d’exploitations (u)           | 15   | 7    | 6    |
| Travail (UTA)                        | 22   | 10   | 10   |
| Surface agricole utilisée (ha)       | 473  | 445  | 294  |
| Cultures                             |      |      |      |
| Terres labourables (ha)              | 394  | 364  | 237  |
| Céréales (ha)                        | 296  | 224  | 156  |
| dont blé tendre (ha)                 | 207  | 176  | 102  |
| dont maïs-grain et maïs-semence (ha) | 46   | 15   | s    |
| Tournesol (ha)                       | 0    |      |      |
| Colza et navette (ha)                | s    | s    | s    |
| Élevage                              |      |      |      |
| Cheptel (UGBTA)                      | 221  | 139  | 107  |

## Culture locale et patrimoine

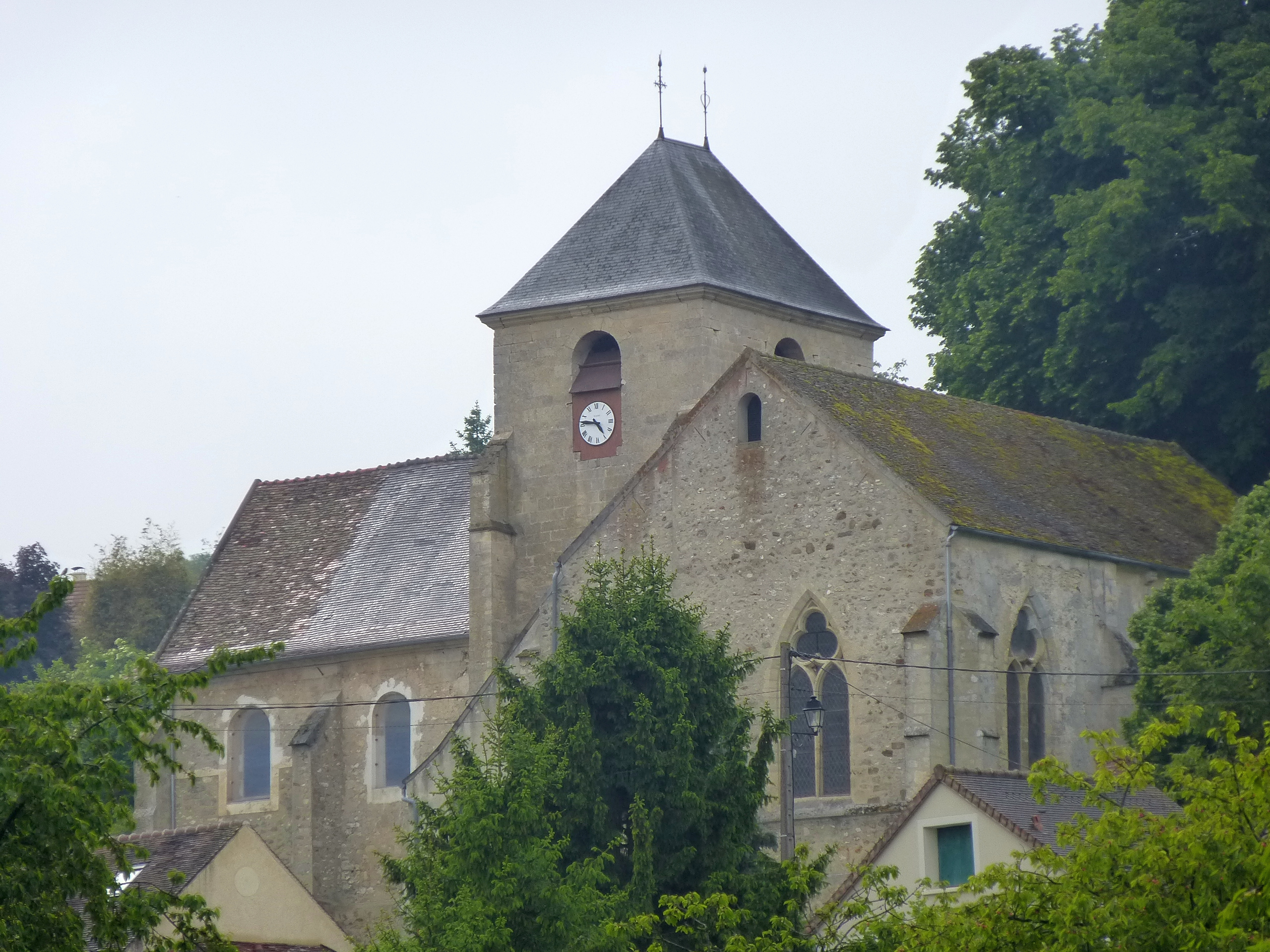
L'église Sainte-Aulde.

Un soin particulier est apporté à la mémoire et à l'histoire de la commune.
Des panneaux explicatifs sont visibles en mairie.
Des expositions temporaires sont parfois organisées.
Des panneaux explicatifs jalonnent les curiosités à visiter dans la commune (église, lavoirs, calvaires...).

### Lieux et monuments
- Église Sainte-Aulde du XIIe siècle.
- Statue en pierre de saint Fiacre du XVe siècle, saint patron des jardiniers et des maraîchers. Elle fait l'objet d'un classement au titre d'objet depuis 1954[66].
- De nombreux lavoirs restaurés par la municipalité depuis 2001.
- Des calvaires jalonnent la commune et ont été restaurés par la municipalité.
- Enfin, des points de vue sur la boucle de la Marne et les coteaux du Pays fertois s'offrent aux regards des promeneurs.

Une vaste opération de mécénat a été engagée en 2010 par la municipalité en partenariat avec la Fondation du Patrimoine afin de restaurer l'église : vitraux à remplacer, à restaurer, à protéger, maçonneries extérieures à reprendre, bancs à restaurer, etc.
Les dons peuvent être effectués par les particuliers, comme par les entreprises et bénéficient tous d'importantes réductions d'impôts (66 %).

### Personnalités liées à la commune
Ils vécurent à Sainte-Aulde :
- Michel Brézin (1758-1828), industriel philanthrope ;
- Jean-Baptiste Baudin (1811-1851), médecin et député ;
- Jérôme Gilland (1815-1854), serrurier, député et écrivain ;
- Natalis Constant Darche (1856-1947), militaire ;
- Édith Thomas (1909-1970), romancière, historienne et journaliste.